# Orbitacolax analogus
Orbitacolax analogus är en kräftdjursart som beskrevs av Vervoort 1969. Orbitacolax analogus ingår i släktet Orbitacolax och familjen Bomolochidae. Inga underarter finns listade i Catalogue of Life.